# Château d'Herbeys
Le château d'Herbeys, surnommé "la maison des évêques", est une ancienne maison forte, du XIVe siècle, plusieurs fois remaniée, qui se dresse sur la commune d'Herbeys dans le département de l'Isère en région Rhône-Alpes. Le village est quant à lui indissociable de son château et de sa silhouette au large dôme.
Le plafond du salon du 1er étage du château d'Herbeys est inscrit monument historique alors que le salon à l'italienne dit le Dôme et la salle à manger sont classés monument historique depuis 1949.

## Histoire
Le château est, du XIVe siècle à la Révolution, une résidence épiscopal des évêques et princes de Grenoble. Le riche Seigneur Lantelme de Commiers construit au tout début du XIVe siècle, près de l'église, une maison forte appelée la "Tour Carrée" (la partie centrale actuelle). Depuis 1343 et jusqu'à la Révolution, la terre d'Herbeys appartient aux Seigneurs-Evêques de Grenoble, qui ont aussi le titre de Princes de Grenoble depuis leurs combats contre les Sarrazins. La Tour Carrée des Commiers est achetée par l'évêque de Grenoble Aimon Ier de Chissé le 20 janvier 1393 et renommée « castrum novum » en octobre 1407. Mgr Aymon II de Chissé, évêque de 1428 à 1450 aménage et transforme la tour carrée en une habitation plus confortable, y compris en peignant à l'huile le plafond. L'évêque et prince de Grenoble Laurent Alleman s'y retire pour y passer sa retraite épiscopale à partir de 1518. Il y meurt deux ans plus tard. Au XVIIe siècle, il fut la propriété de la famille Le Camus jusqu'au début du XXe siècle. Monseigneur Le Camus, surnommé le « cardinal des montagnes », à qui l’on doit un précieux inventaire des églises et chapelles, conçoit le projet d'en faire une résidence confortable et entreprend de grandes transformations quelque 10 ans après sa nomination à Grenoble. Pour réaliser son projet il acquiert des terrains et fait  aménager dans le parc des jardins à la française. La reconstruction vers un élégant et majestueux château commence après 1678. Le balcon en fer forgé du XVIIe siècle qui orne à l'époque la face ouest du château reprend en son centre un masque ainsi que la mitre et crosse épiscopale. Il est déplacé en 1900 sur la face sud.

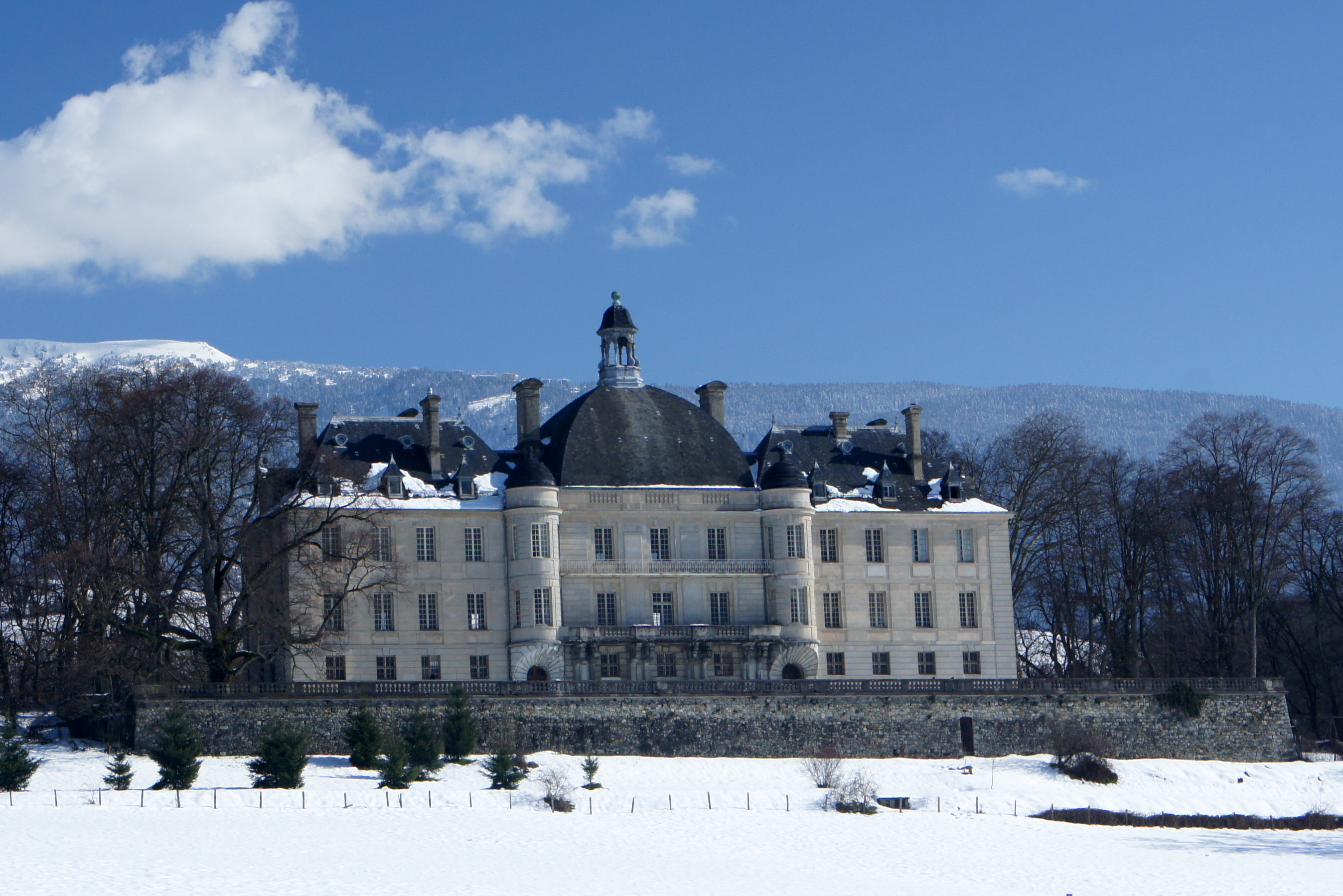
Le château en hiver.

Le dernier d’entre eux, Hay de Bonteville, critiqué pour son mode de vie luxueux et le peu d’attention porté à son diocèse, détesté par tous les camps en raison du double jeu qu’il joua au moment de la Journée des Tuiles, s’y donna la mort le 6 octobre 1788.

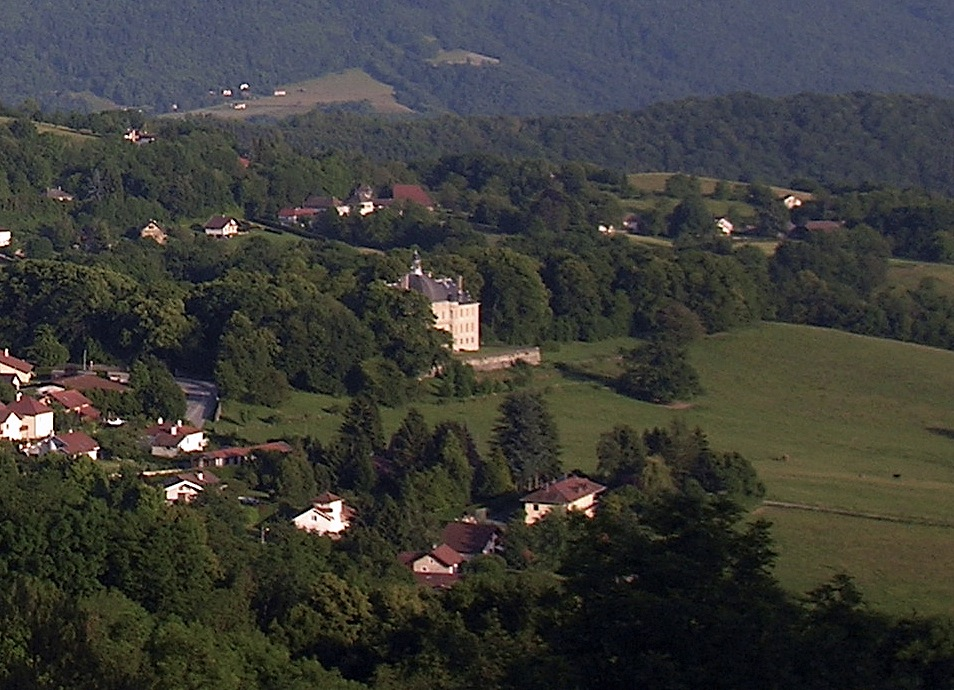
Vue générale du château d'Herbeys et du bourg.

Parmi les propriétaires du château, on peut citer le banquier Louis Piat-Desvial, qui fut avec le marquis Jules-Albert de Dion un pionnier de l’automobile et l’un des premiers français à obtenir le permis de conduire. Durant la Première Guerre mondiale, la famille Finaz, propriétaire des lieux après les Piat-Desvial, y accueillit des soldats blessés et transforma l'imposante salle du dôme en hôpital.
Le château, non accessible aux visiteurs, possède plusieurs pièces classées du XVIIe siècle : tour carrée couverte d'un dôme d'ardoises à quatre pans ; balcon de pierre ornant la façade sur le parc ; remarquables décorations en trompe-l'œil dans la salle du Dôme.
En 1998, le château a été racheté par un propriétaire privé.

## Le parc du château
Le parc du château, créé par un maître d’œuvre inconnu, avec ses jardins remarquables fait partie de l'Inventaire général du patrimoine culturel.